# Balonul de Aur 2018
Balonul de Aur din 2018 a fost cea de-a 63-a ceremonie anuală de decernare a premiilor care recunoaște cel mai bun fotbalist din lume. Câștigătorii au fost anunțați pe 3 decembrie 2018, și, pentru prima dată în istoria sa, Balonul de Aur Féminin și Trofeul Kopa au fost acordate celui mai bun fotbalist feminin și, respectiv, fotbalist masculin sub 21 de ani. Luka Modrić, care a făcut parte integrantă din victoria lui Real Madrid în Liga Campionilor și călătoria surpriză a Croației către finala Cupei Mondiale FIFA 2018, a primit Balonul de Aur . Victoria sa a însemnat că a fost prima dată de la Kaká în 2007 când un jucător, altul decât Lionel Messi și Cristiano Ronaldo, a câștigat premiul, punând capăt dominației de 10 ani Messi-Ronaldo.

## Balonul de Aur
Nominalizații pentru premii au fost anunțati pe 9 octombrie 2018.
| Rank | Player            | Club(s)              | Points |
| ---- | ----------------- | -------------------- | ------ |
| 1    | Luka Modrić       | Real Madrid          | 753    |
| 2    | Cristiano Ronaldo | Real Madrid Juventus | 478    |
| 3    | Antoine Griezmann | Atlético Madrid      | 414    |
| 4    | Kylian Mbappé     | Paris Saint-Germain  | 347    |
| 5    | Lionel Messi      | Barcelona            | 280    |
| 6    | Mohamed Salah     | Liverpool            | 188    |
| 7    | Raphaël Varane    | Real Madrid          | 121    |
| 8    | Eden Hazard       | Chelsea              | 119    |
| 9    | Kevin De Bruyne   | Manchester City      | 29     |
| 10   | Harry Kane        | Tottenham Hotspur    | 25     |
| 11   | N'Golo Kanté      | Chelsea              | 24     |
| 12   | Neymar            | Paris Saint-Germain  | 19     |
| 13   | Luis Suárez       | Barcelona            | 17     |
| 14   | Thibaut Courtois  | Chelsea Real Madrid  | 12     |
| 15   | Paul Pogba        | Manchester United    | 9      |
| 16   | Sergio Agüero     | Manchester City      | 7      |
| 17   | Gareth Bale       | Real Madrid          | 6      |
| 17   | Karim Benzema     | Real Madrid          | 6      |
| 19   | Roberto Firmino   | Liverpool            | 4      |
| 19   | Ivan Rakitić      | Barcelona            | 4      |
| 19   | Sergio Ramos      | Real Madrid          | 4      |
| 22   | Edinson Cavani    | Paris Saint-Germain  | 3      |
| 22   | Sadio Mané        | Liverpool            | 3      |
| 22   | Marcelo           | Real Madrid          | 3      |
| 25   | Alisson           | Roma Liverpool       | 2      |
| 25   | Mario Mandžukić   | Juventus             | 2      |
| 25   | Jan Oblak         | Atlético Madrid      | 2      |
| 28   | Diego Godín       | Atlético Madrid      | 1      |
| 29   | Isco              | Real Madrid          | 0      |
| 29   | Hugo Lloris       | Tottenham Hotspur    | 0      |

## Balonul de Aur Feminin
| Rang | Jucător               | Club(e)                       | Puncte |
| ---- | --------------------- | ----------------------------- | ------ |
| 1    | Ada Hegerberg⁠(d)      | Lyon⁠(d)                       | 136    |
| 2    | Pernille Harder       | VfL Wolfsburg                 | 130    |
| 3    | Dzsenifer Marozsán⁠(d) | Lyon⁠(d)                       | 86     |
| 4    | Marta                 | Orlando Pride⁠(d)              | 77     |
| 5    | Sam Kerr⁠(d)           | Chicago Red Stars Perth Glory | 61     |
| 6    | Lucy Bronze⁠(d)        | Lyon⁠(d)                       | 51     |
| 7    | Amandine Henry⁠(d)     | Lyon⁠(d)                       | 34     |
| 7    | Wendie Renard⁠(d)      | Lyon⁠(d)                       | 34     |
| 9    | Megan Rapinoe         | Domnia Seattle⁠(d)             | 30     |
| 10   | Lindsey Horan⁠(d)      | Portland Thorns⁠(d)            | 28     |
| 11   | Lieke Martens⁠(d)      | Barcelona⁠(d)                  | 26     |
| 12   | Saki Kumagai⁠(d)       | Lyon⁠(d)                       | 25     |
| 13   | Amel Majri⁠(d)         | Lyon⁠(d)                       | 9      |
| 14   | Fran Kirby⁠(d)         | Chelsea                       | 5      |
| 15   | Christine Sinclair⁠(d) | Portland Thorns⁠(d)            | 4      |

## Trofeul Kopa
| Rang | Jucător                | Club(e)             | Puncte |
| ---- | ---------------------- | ------------------- | ------ |
| 1    | Kylian Mbappé          | Paris Saint-Germain | 110    |
| 2    | Christian Pulisic      | Borussia Dortmund   | 31     |
| 3    | Justin Kluivert⁠(d)     | Ajax Roma           | 18     |
| 4    | Rodrygo                | Santos              | 12     |
| 4    | Gianluigi Donnarumma   | Milano              | 12     |
| 6    | Trent Alexander-Arnold | Liverpool           | 6      |
| 7    | Patrick Cutrone⁠(d)     | Milano              | 5      |
| 8    | Houssem Aouar⁠(d)       | Lyon                | 4      |
| 9    | Ritsu Doan             | Groningen           | 0      |
| 9    | Amadou Haidara⁠(d)      | Red Bull Salzburg   | 0      |